# ТЕС Джизан
16°56′19″ пн. ш. 42°38′3″ сх. д. / 16.93861° пн. ш. 42.63417° сх. д.
ТЕС Джизан — теплова електростанція на південному заході Саудівської Аравії.
Віддалені від основних індустріальних центрів саудійські поселення традиційно забезпечували електроенергією за рахунок теплових електростанцій на нафтопродуктах, які працювали у ізольованому від енергосистеми країни режимі. До таких, зокрема, відносилась ТЕС у Джизані, на якій станом на 2004 рік працювали 19 встановлених на роботу у відкритому циклі газових турбін:
- 6 турбін General Electric потужністю по 18,2 МВт;
- 3 турбіни General Electric потужністю по 26,4 МВт;
- 2 турбіни General Electric потужністю по 56 МВт;
- 3 турбіни Hitachi потужністю по 15 МВт;
- 3 турбіни General Electric потужністю від 67,1 МВт до 68,2 МВт;
- 2 турбіни Westinghouse потужністю по 70 МВт.
Сукупний показник газових турбін рахувався на рівні 677 МВт, крім того, діяли 6 генераторних установок на основі двигунів внутрішнього згоряння з сукупним показником у 24 МВт.
В 2005 – 2009 роках станцію підсилили одинадцятьма газовими турбінами General Electric одиничною потужністю від 67,1 МВт до 68,7 МВт та сукупним показником 749 МВт.
Як засвідчують дані геоінформаційних систем, у 2017 – 2018 демонтували 3 газові турбіни General Electric потужністю по 26,4 МВт, а в 2022 – 2023 ще 2 General Electric потужністю по 18,2 МВт. 
Можливо також відзначити, що у 2021 році в цьому ж регіоні стала до ладу значно потужніша – 3750 МВт – ТЕС Джизан, інтегрована із комплексом нафтопереробного заводу.